# Collégiale Notre-Dame-la-Grande de Poitiers
Pour les articles homonymes, voir Église Notre-Dame et Notre-Dame.
Notre-Dame-la-Grande est une église collégiale romane située à Poitiers. Caractéristique du style roman poitevin, sa façade sculptée est un chef-d'œuvre de l'art religieux de cette période. Les parois de l'intérieur sont peintes.

## Histoire
À l'époque de Lemonum (cité romaine de Poitiers), le quartier Notre-Dame était dense et proche des centres d'activités développés autour du forum. Le mur nord de l'église montre les vestiges d'une élévation antique (ou pré-romane) composée de briques et de pierres, avec un début d'arc, intégré dans le bâti médiéval. Notre-Dame-la-Grande est mentionnée pour la première fois au Xe siècle, sous le nom latin de Sancta Maria Major en référence à la basilique Sainte-Marie-Majeure de Rome. Elle possédait alors un double statut, à la fois paroisse et collégiale, et dépendait des chanoines de la cathédrale.
Rebâtie au XIe siècle, elle est consacrée par le futur pape Urbain II lors de son passage à Poitiers en juillet 1086. L'édifice est alors plus court qu'aujourd'hui, se terminant par un clocher porche occidental. Au début du XIIe siècle, l'église connaît de gros travaux: le clocher-porche est démoli, deux travées sont ajoutées pour rallonger la nef, et la célèbre façade est réalisée (vers 1115-1130).
Tout au long des XVe siècle et XVIe siècle, différentes chapelles privées appartenant aux familles de la haute bourgeoisie poitevine sont aménagées du côté nord de l'église. En 1562, le bâtiment subit les destructions des huguenots qui pillent l'édifice, brûlent les reliques et décapitent la plupart des statues de la façade par iconoclasme. En 1880, lorsque le cardinal Pie meurt, il est inhumé dans le chœur du grand autel.
Classée aux monuments historiques en 1840, l'église va connaître de nombreuses restaurations par la suite. Les constructions parasites, échoppes et maisons qui la masquaient, sont démolies et l'on enlève une grande niche gothique qui modifiait la façade. La pollution, l'usure du temps et la présence de sel dans les pierres ont rendu nécessaire une grande campagne de restauration entre 1992 et 2004. Une nouvelle phase de travaux a commencé en novembre 2024 pour restaurer ses peintures intérieures : la collégiale est fermée au public jusqu'en 2027.

## Architecture

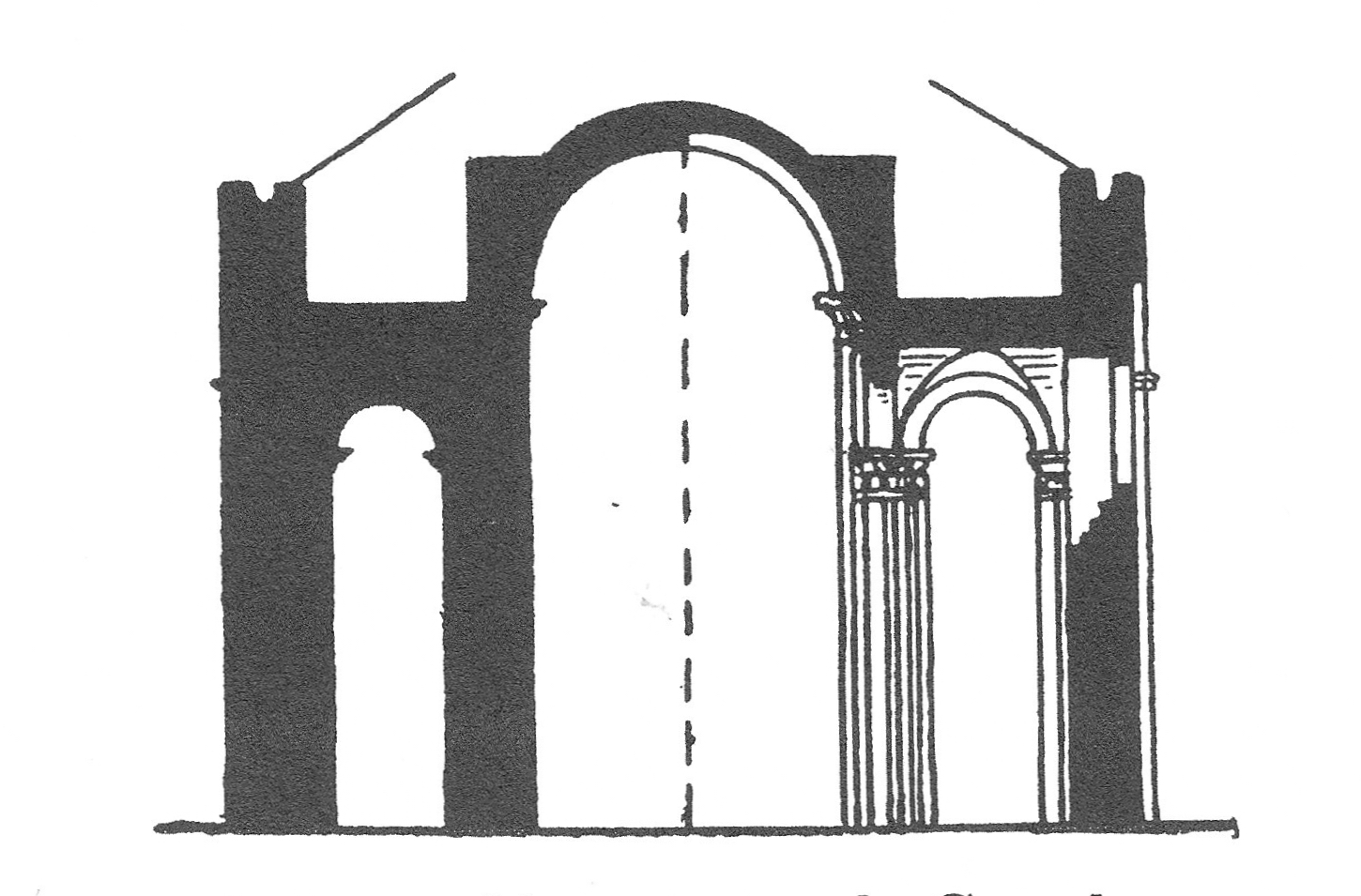
Nef centrale à voûte en berceau, bas-côtés à voûtes en ogives.

Le plan de l'église se compose d'une nef centrale avec des collatéraux très élevés selon un schéma fréquent dans l'architecture romane poitevine.
De l'intérieur on a l'effet d'une église-halle à un seul niveau d'élévation. La voûte en berceau a une silhouette légèrement aplatie, alors que les collatéraux sont couverts d'une voûte d'arêtes.

### Extérieur

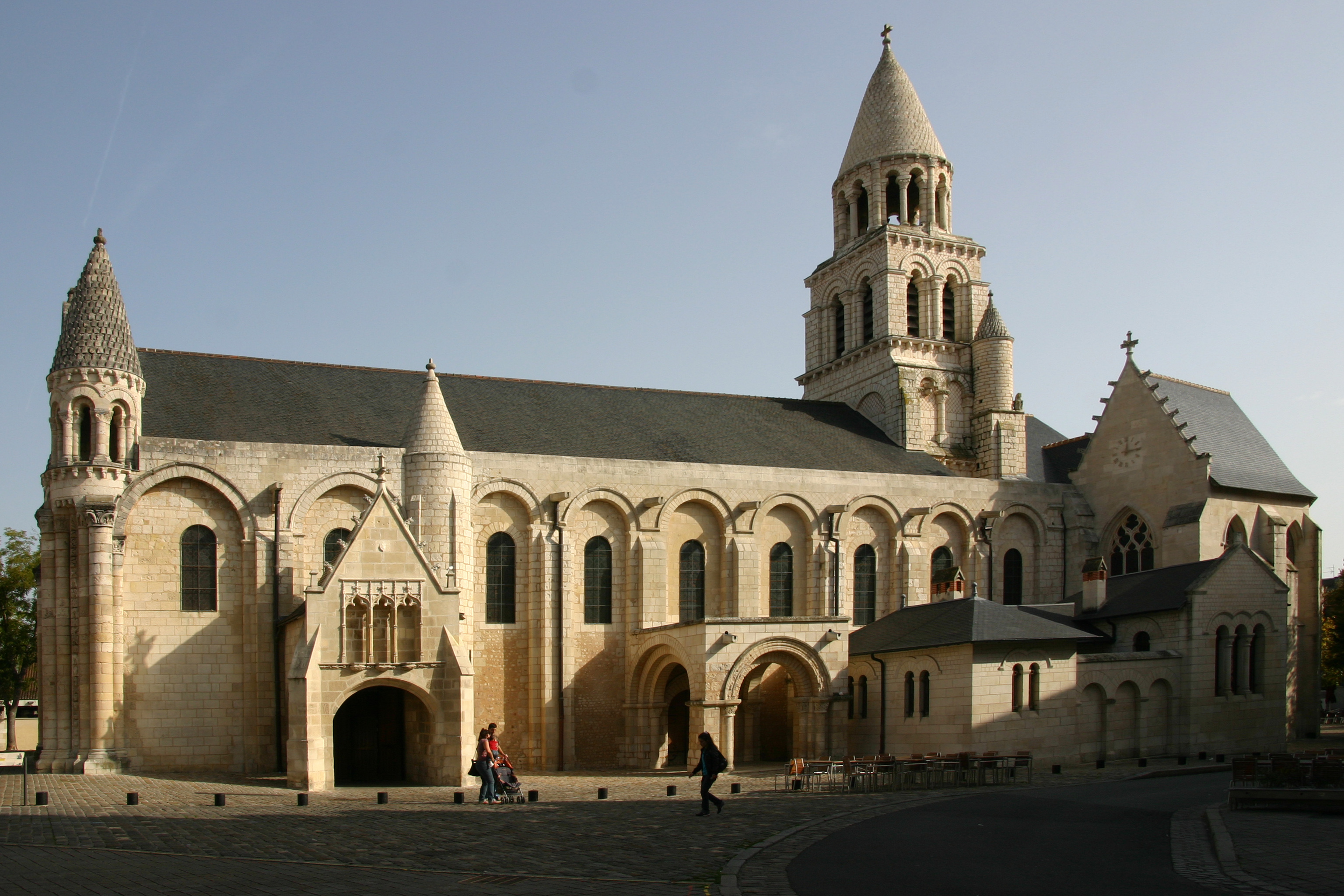
Vue latérale.

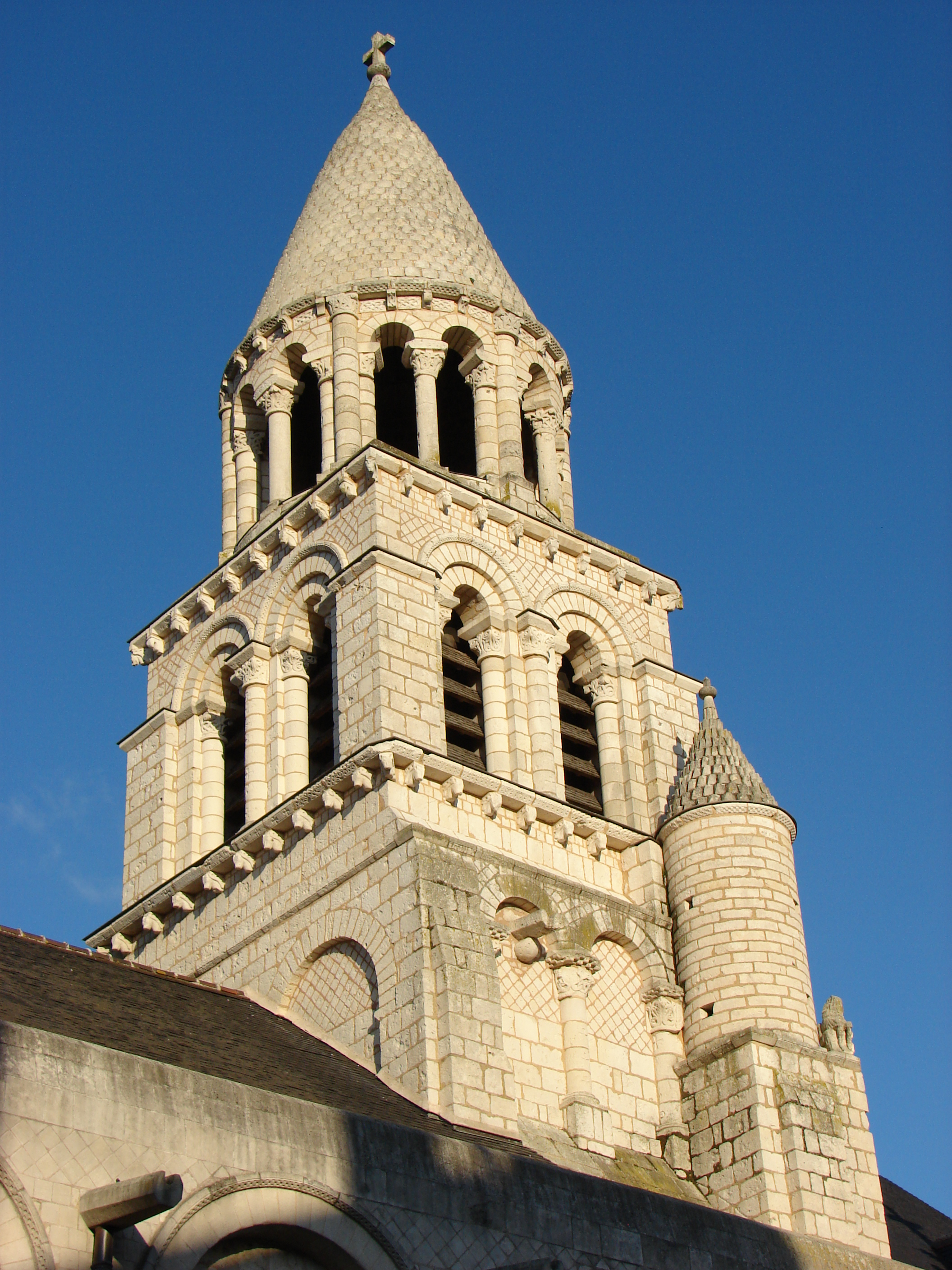
Clocher en écailles.

À l'extérieur, les collatéraux étaient couverts d'une terrasse plate, la toiture étant réservée à la nef : ainsi on avait l'effet d'une élévation basilicale à deux niveaux. Cette silhouette disparut avec les remaniements gothiques. Un déambulatoire avec chapelles rayonnantes se développe autour du chœur qui a conservé une partie de ses peintures murales. Une crypte du XIe siècle, creusée a posteriori sous le chœur, conserve également des fresques d'époque. Le plan ne présente pas de transept, certainement par souci de place : des édifices se trouvaient au nord, et la rue principale passe au sud. C'est peut-être aussi pour cela que le chœur est légèrement désaxé par rapport à la nef.
Le portail roman est conservé en partie au sud. Amputé de son étage, on y trouvait avant la Révolution, une statue équestre représentant Constantin. Cette statue était la réplique d'une autre plus ancienne détruite par les huguenots en 1562. On ignore si l'identité du premier cavalier était la même. Derrière cette statue à l'étage est mentionnée au Moyen Âge une petite chapelle dédiée à sainte Catherine.
Le clocher date du XIe siècle. Il était à l'origine beaucoup plus marqué : le premier niveau est aujourd'hui dissimulé par les toitures. Situé à l'emplacement de la croisée, il présente une base carrée puis un niveau circulaire surmonté d'un toit en écailles. Ce type de toiture, fréquent dans le sud-ouest, fut souvent copié par les architectes du XIXe siècle, notamment Paul Abadie à Angoulême, Périgueux et Bordeaux.
Durant le deuxième quart du XIIe siècle, l'ancien clocher-porche qui se trouvait en façade fut rasé et l'église fut agrandie de deux travées vers l'ouest. Au sud, la tourelle d'escalier marque l'emplacement de cet agrandissement. C'est à cette époque que l'on édifia la célèbre façade-écran.
Au nord, se trouvait un cloître du XIIe siècle. Il fut rasé en 1857 pour la construction des halles métalliques. Il reste la porte (murée). Trois arcs soutenus par des colonnes dédoublées avec des chapiteaux à feuillage ont été remontés dans la cour de l'université de droit en face, de même qu'un pilier d'angle.
Des chapelles privées furent ajoutées au bâti roman durant les XVe et XVIe siècles. De style gothique flamboyant ou Renaissance, elles appartenaient aux familles bourgeoises de la ville, devenue marchande durant la fin du Moyen Âge. La plus grande fut construite au sud par Yvon du Fou, grand sénéchal du Poitou au XVe siècle. On y trouvait sa tombe avant la Révolution.

### Intérieur

#### Vestiges de peintures romanes

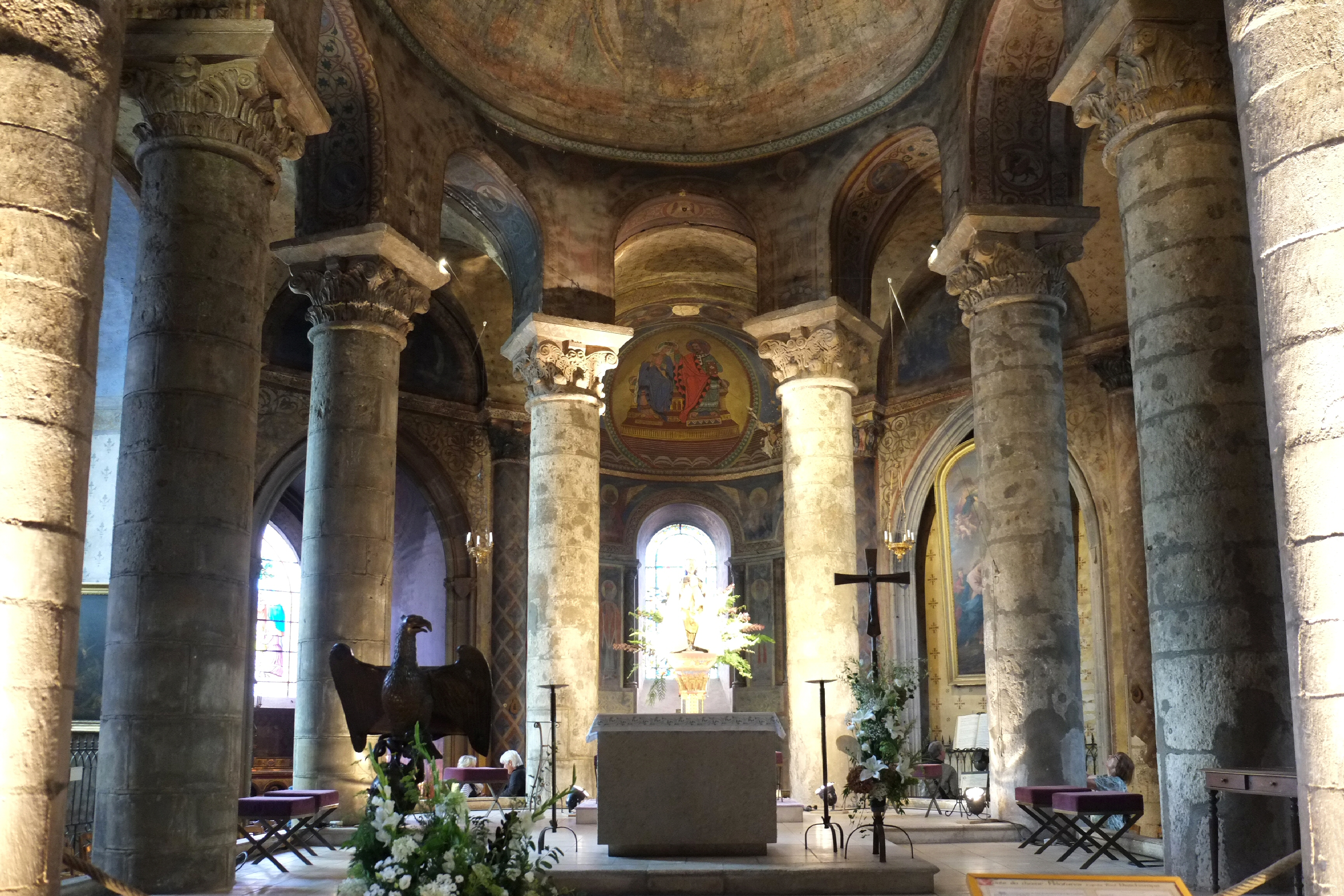
Le chœur.

Des fresques romanes ne subsistent que celles du cul-de-four au-dessus du chœur et de la crypte. Au-dessus du chœur, on distingue encore une représentation peu fréquente de l'apocalypse : la Vierge à l'Enfant est représentée dans une mandorle, le Christ est en majesté sur la voûte, entre un cercle et un carré, puis l'Agneau Mystique est représenté dans un cercle. Tout autour, sous des arcatures, les douze apôtres sont représentés assis, comme sur la façade. Les historiens de l'art pensent aujourd'hui que cette peinture a servi de modèle pour les sculptures de la façade, les attitudes et la composition étant identiques. Dans les angles, des anges accompagnent les âmes au paradis.
Dans la crypte, les fresques représentent des saints anonymes. Quelques traces de représentations d'animaux apparaissent sous les enduits dans le collatéral nord.

#### Campagne de peinture duXIXesiècle
Le décor peint fut restitué sous la direction de Charles Joly-Leterme dans les années 1851-1852 en s'inspirant directement des décors d'origine retrouvés sous les badigeons. Ces peintures furent critiquées par Joris-Karl Huysmans qui parla de « bariolages ». Elles sont, malgré cela, plus proches des habitudes de l'époque romane que les murs bruts sans enduit. Dans les années 1930 les colonnes du chœur furent ainsi décapées selon le goût du XXe siècle pour la sobriété.
D'autres peintures néo-romanes et néogothiques ornent les chapelles. C'est d'ailleurs lors de cette campagne de peinture qu'on découvrit les vestiges peints romans. Peintes à l'huile sur enduit, elles se sont très vite dégradées.

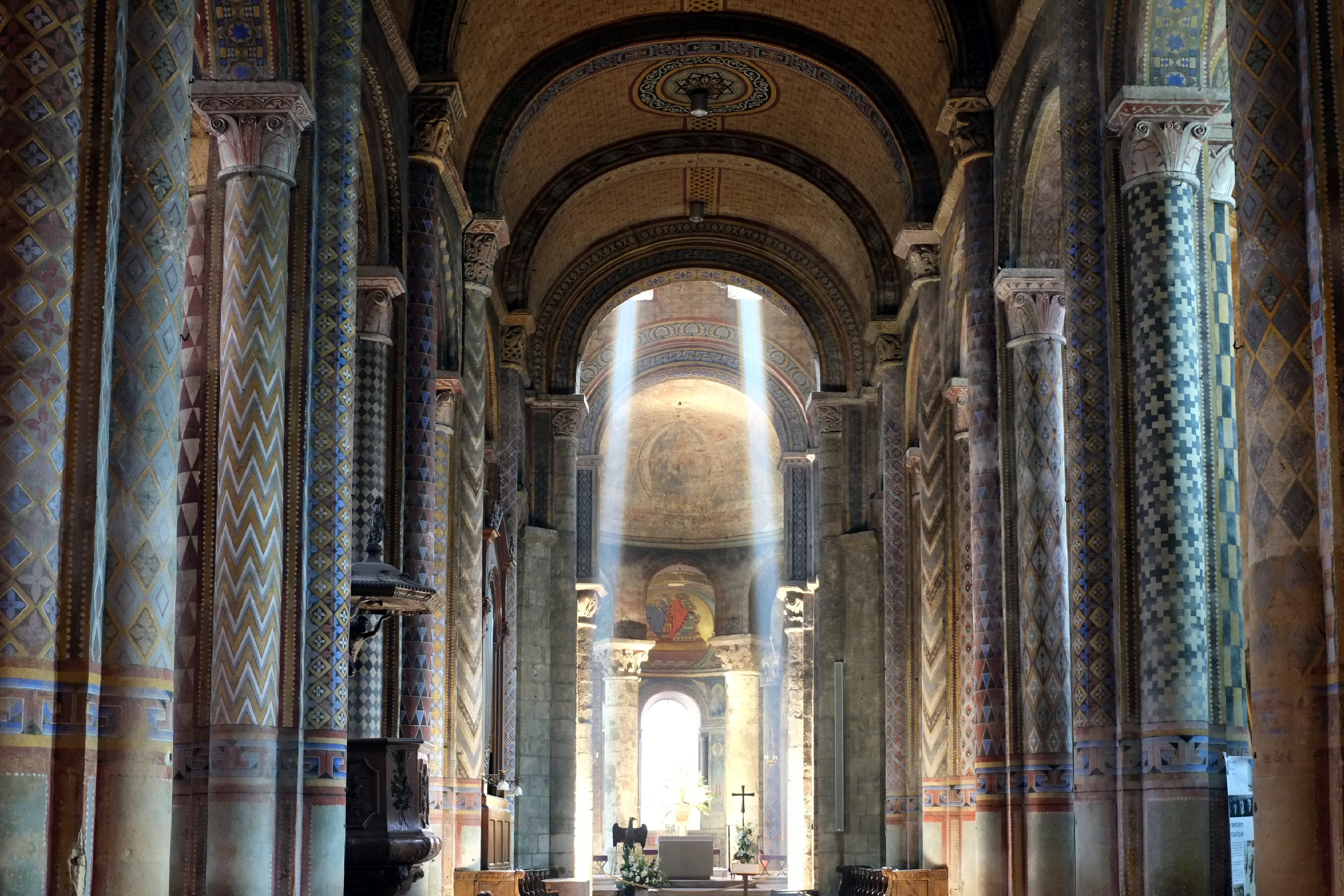
Les colonnes peintes.
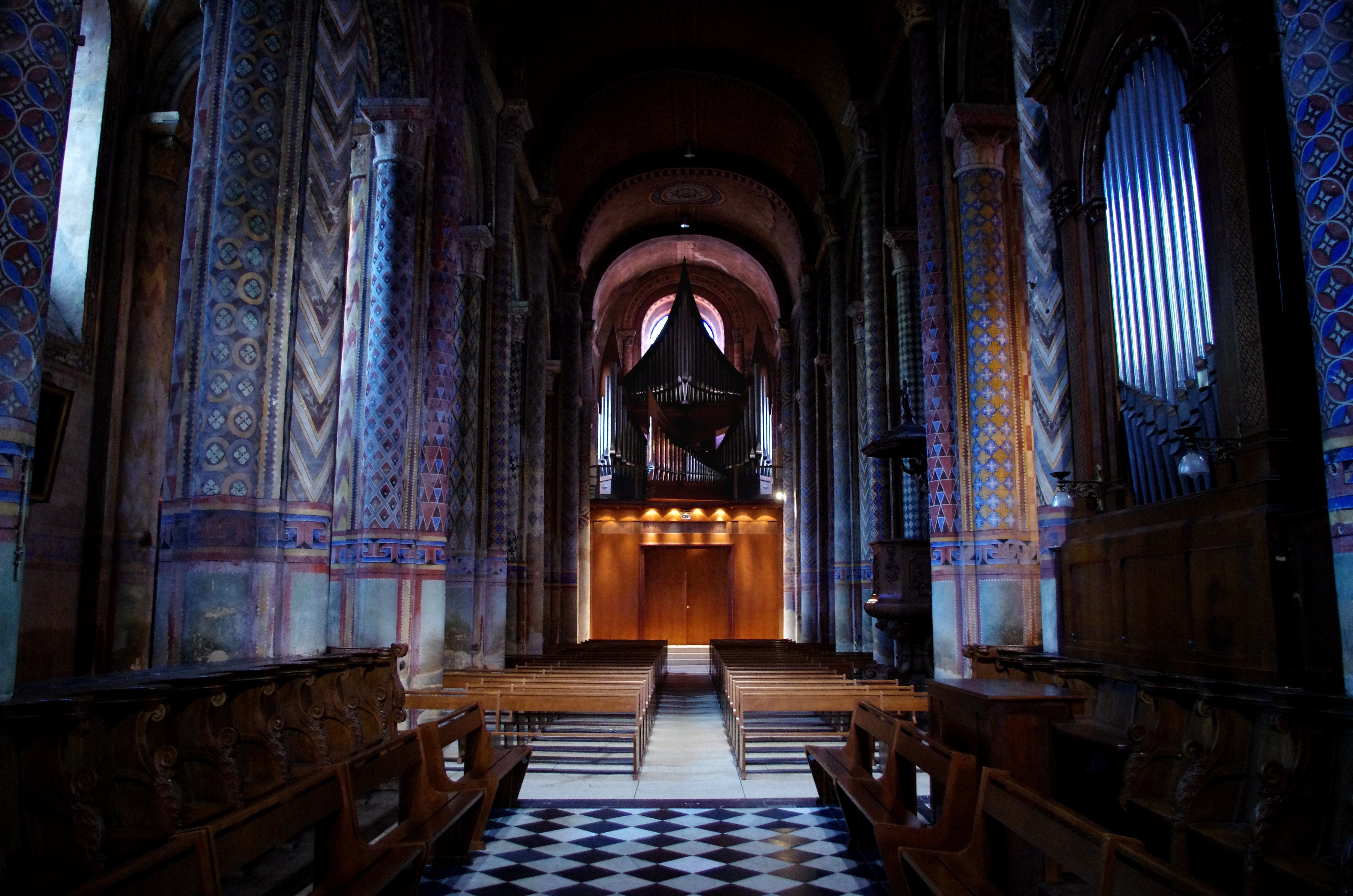
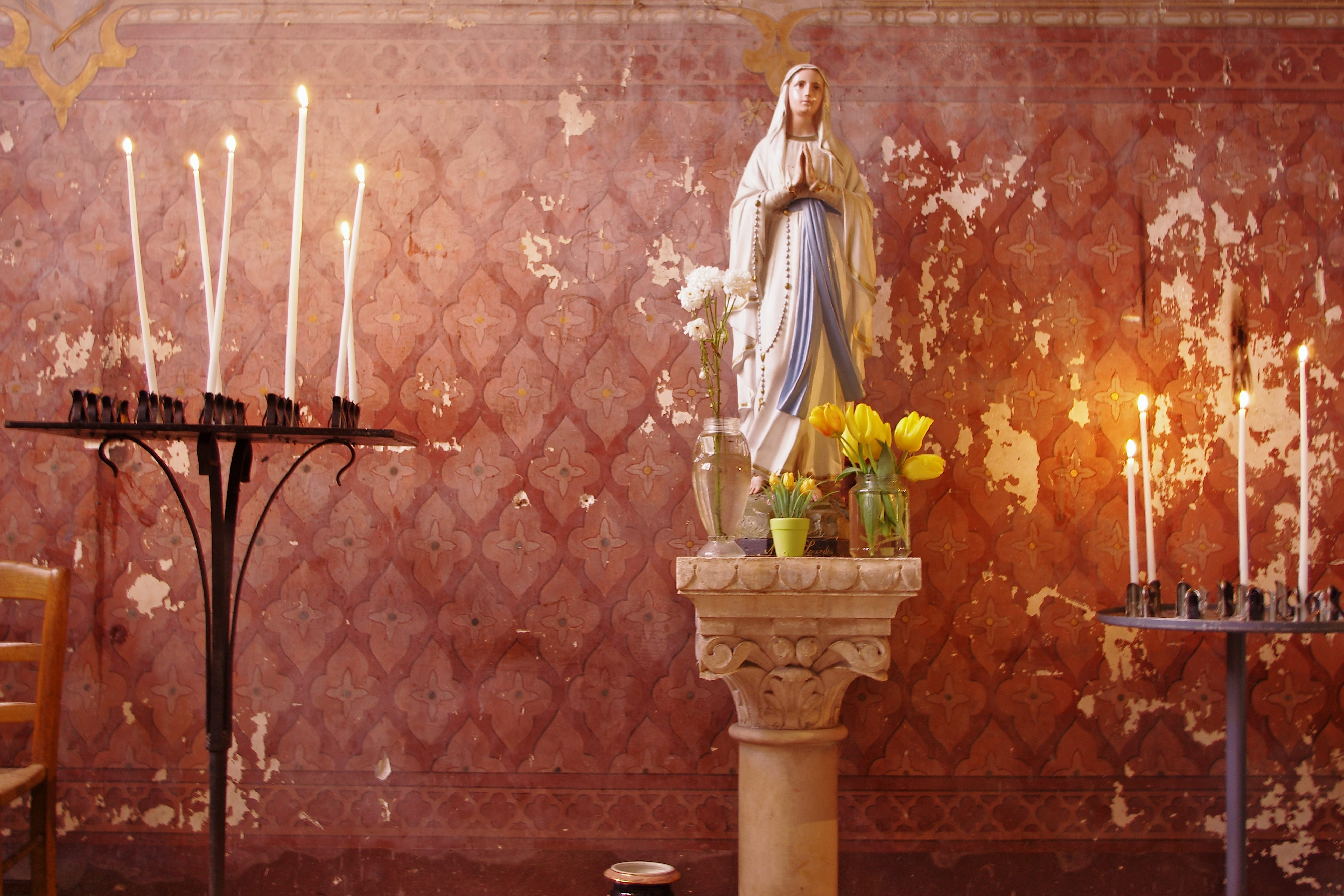

#### Sculpture
Les sculptures des chapiteaux sont sobres, composées de feuillages stylisés dits « feuilles grasses ». Un seul chapiteau est historié : situé dans le déambulatoire côté sud, il représente l'Ascension avec Christ debout dans une mandorle. Les chapiteaux du chœur s'inspirent des chapiteaux corinthiens de l'antiquité romaine. On y lit le nom Robertus, sans savoir à qui il fait référence. Des croix pattées sont sculptées un peu partout sur les colonnes, dans les combles et sur le clocher.
Dans la chapelle Sainte-Anne, dite « du Fou », se trouve une mise au tombeau sculptée en pierre polychrome. Datant des premières heures du XVIe siècle, elle provient de l'ancienne abbaye de la Trinité.
Naguère attribuée à Gervais Delabarre, une Sainte Radegonde en terre cuite a été attribuée à Pierre Biardeau par Grégory Vouhé, qui l'a rapprochée d'une commande de mai 1645 pour les niches du grand autel.

#### Mobilier

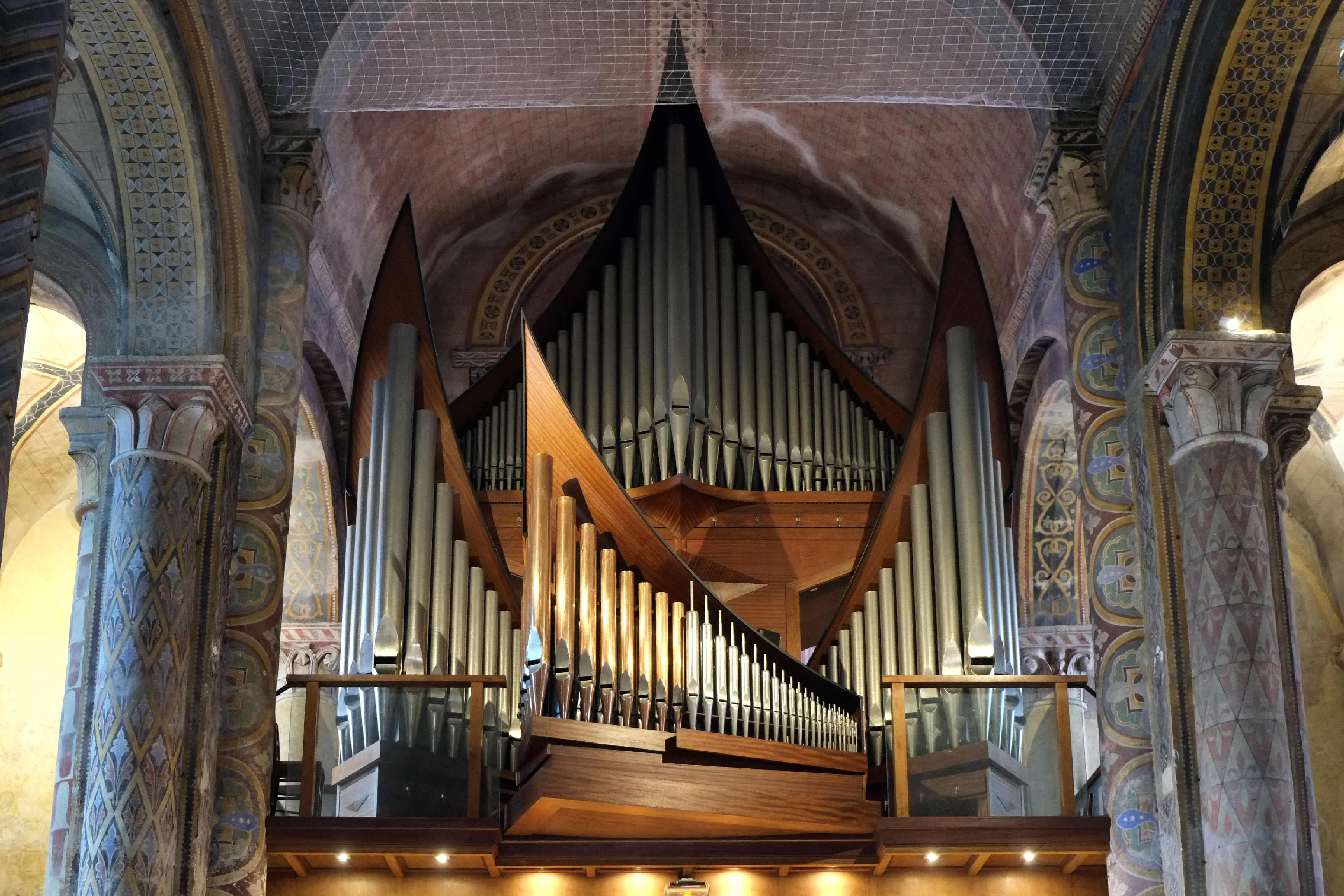
L'orgue de tribune.
© Facteur : Yves Sévère

L'église fut remeublée après la Révolution. Ainsi, on y trouve une chaire baroque en bois sculpté du XVIIe siècle, provenant du couvent des filles de Notre-Dame, deux lutrins en bronze du XVIIe siècle représentant l'aigle de Saint-Jean. La statue de Notre-Dame des Clefs date de la fin du XVIe siècle ou du début du XVIIe siècle. La tradition dit qu'il s'agit d'une copie de la statue miraculeuse, détruite par les huguenots en 1562. Son style hiératique, étranger au goût de la fin du XVIe siècle, rappelle en effet plutôt les vierges romanes. On conserve les manteaux, couronnes et ornements qui servaient lors de la procession du lundi de Pâques. Un tableau du XVIIe siècle représente le miracle des Clefs (voir plus bas), de même qu'un vitrail du XIXe siècle. L'ensemble des vitraux date des XIXe et XXe siècles. L'orgue de chœur est de la fin du XIXe siècle, alors que les grandes orgues sont de 1996.

## La façade occidentale

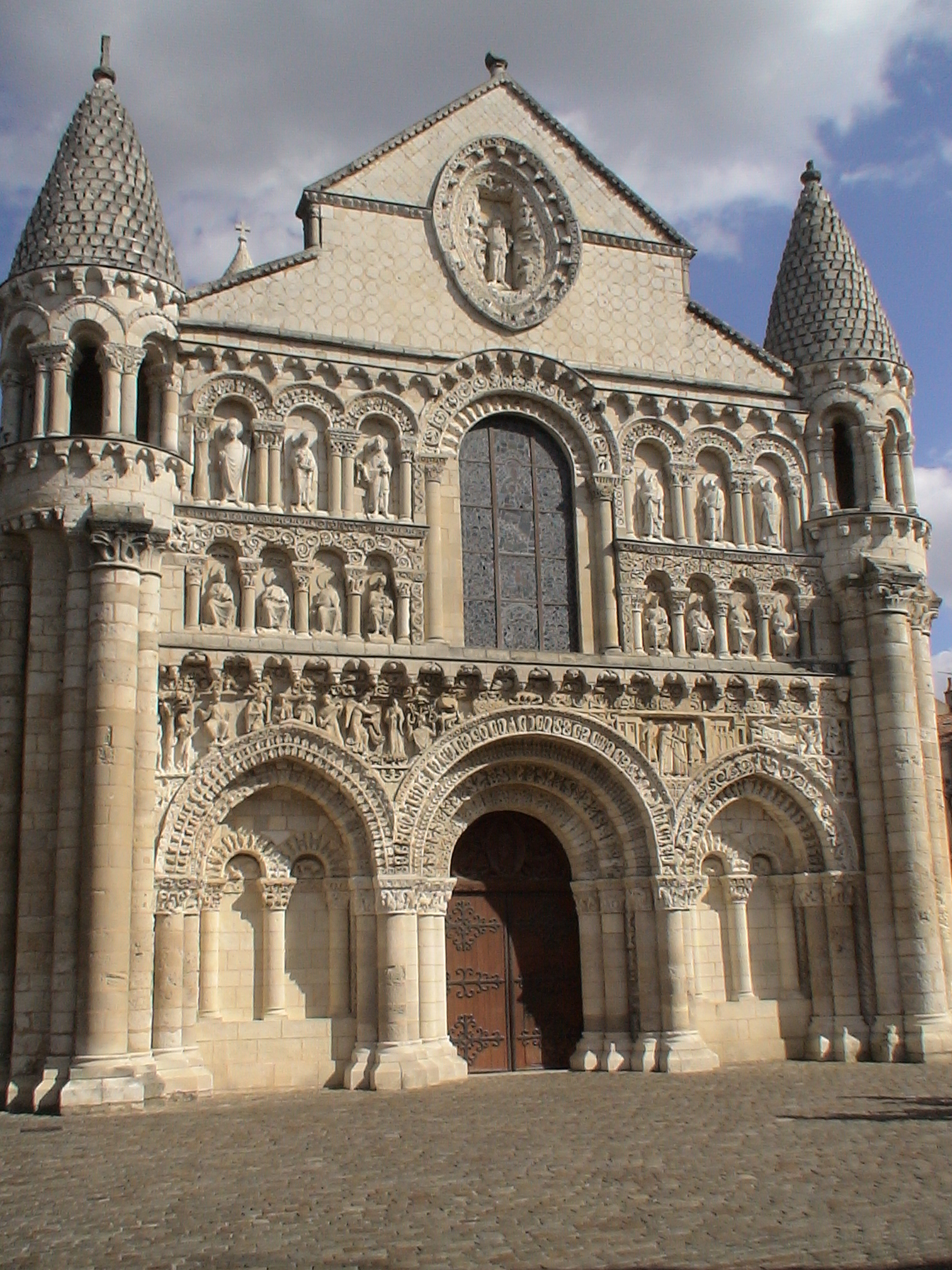
Façade occidentale.

Rajoutée vers le deuxième quart du XIIe siècle, la façade-écran de Notre-Dame-la-Grande a une silhouette propre au roman poitevin. On retrouve ce type de composition à Saint-Hilaire de Melle et à Saint-Jouin-de-Marnes. La façade, plate, est beaucoup plus haute que l'édifice, faisant l'effet d'un fond de scène. Elle est structurée d'arcatures superposées et encadrée par deux tourelles. La sculpture orne à profusion la façade. On y trouve des motifs fréquents de l'art roman : rinceaux, bestiaire, modillons sculptés de têtes grimaçantes et de figures fantastiques. Un chapiteau représente des éléphants affrontés. Au-dessus du portail, une frise comporte des scènes bibliques.

### La frise
Au-dessus de la porte, on peut contempler une frise de hauts-reliefs illustrant des passages de la Bible. Les scènes choisies, prises dans l'Ancien et le Nouveau Testament, racontent l'annonce et la venue de Dieu sur terre en la personne de Jésus-Christ pour sauver l'humanité du péché originel. Elle est parfois appelée frise de l'Incarnation. De gauche à droite on y voit le péché originel, Nabuchodonosor II roi de Babylone, les prophètes Daniel, Moïse, Isaïe et Jérémie. Ils sont suivis par l'Annonciation, l'arbre de Jessé et le roi David. Cette première moitié de frise, montrant ceux qui voient la venue d'un sauveur dès l'Ancien Testament, l'Annonciation et les ancêtres de la Vierge, évoque la filiation qui existe entre l'Ancien Testament et le Nouveau dans l'Église chrétienne.
De l'autre côté du portail, on voit la Visitation, entre les villes de Nazareth et de Jérusalem. Représentées comme des villes médiévales, la ville de Nazareth représente aussi la Synagogue, celle de Jérusalem l'Église. On représente ainsi, au XIIe siècle, le passage de la loi juive à la nouvelle loi chrétienne. Cette scène est suivie de la Nativité de Jésus et du Bain de l'Enfant, scène tirée des écrits apocryphes. La coupe dans laquelle on lave Jésus est aussi le calice de la messe, qui évoque ici son sacrifice. À la fin, saint Joseph, perplexe, assiste à la scène. Sous Joseph, deux hommes sont représentés en train de faire une accolade. Selon une autre version (étude récente cf. bibliographie), il s'agirait de la lutte entre Jacob et l'Ange.

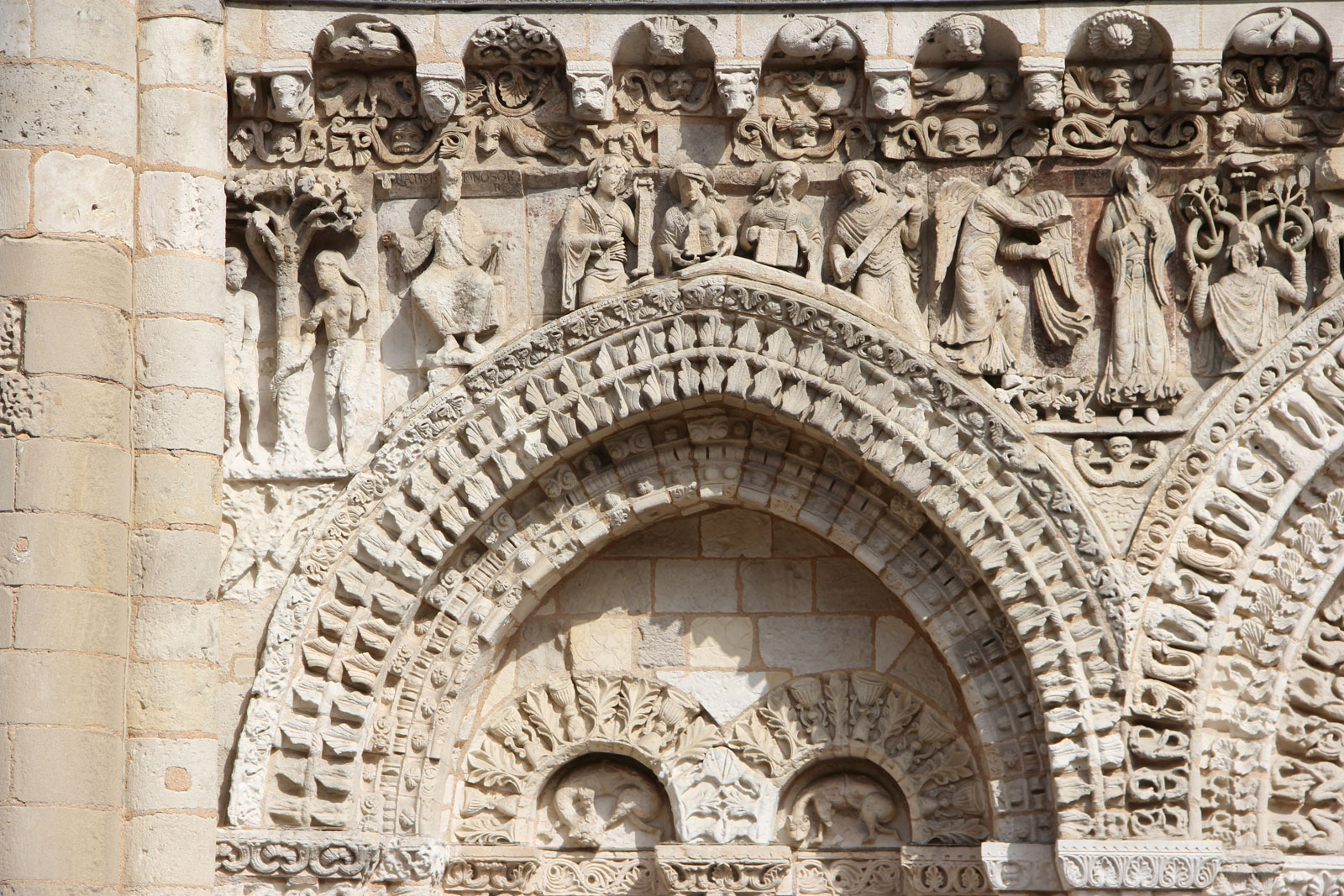
Ancêtres bibliques de Jésus. Façade ouest.
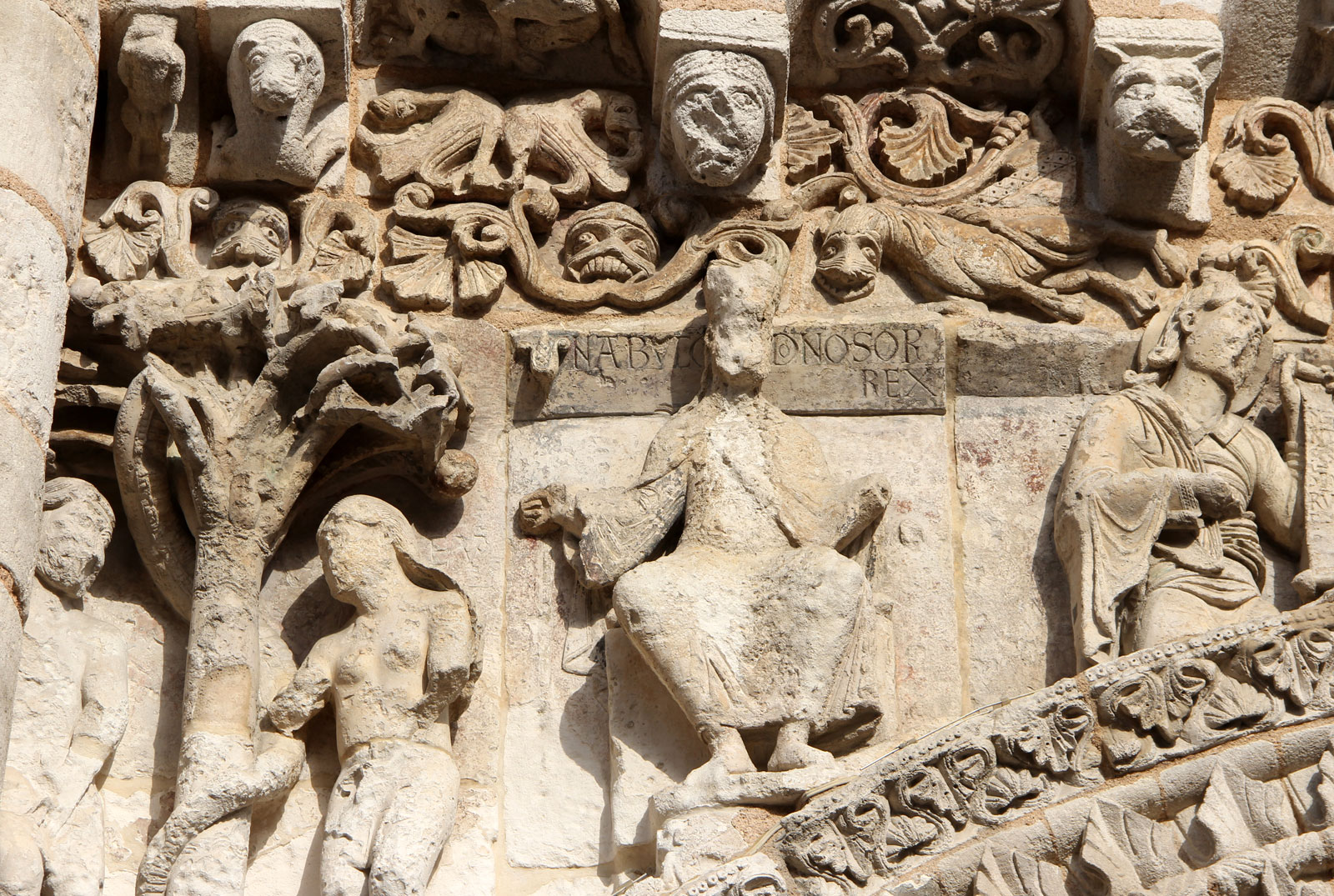
Adam et Ève. Nabuchodonosor. Façade ouest.
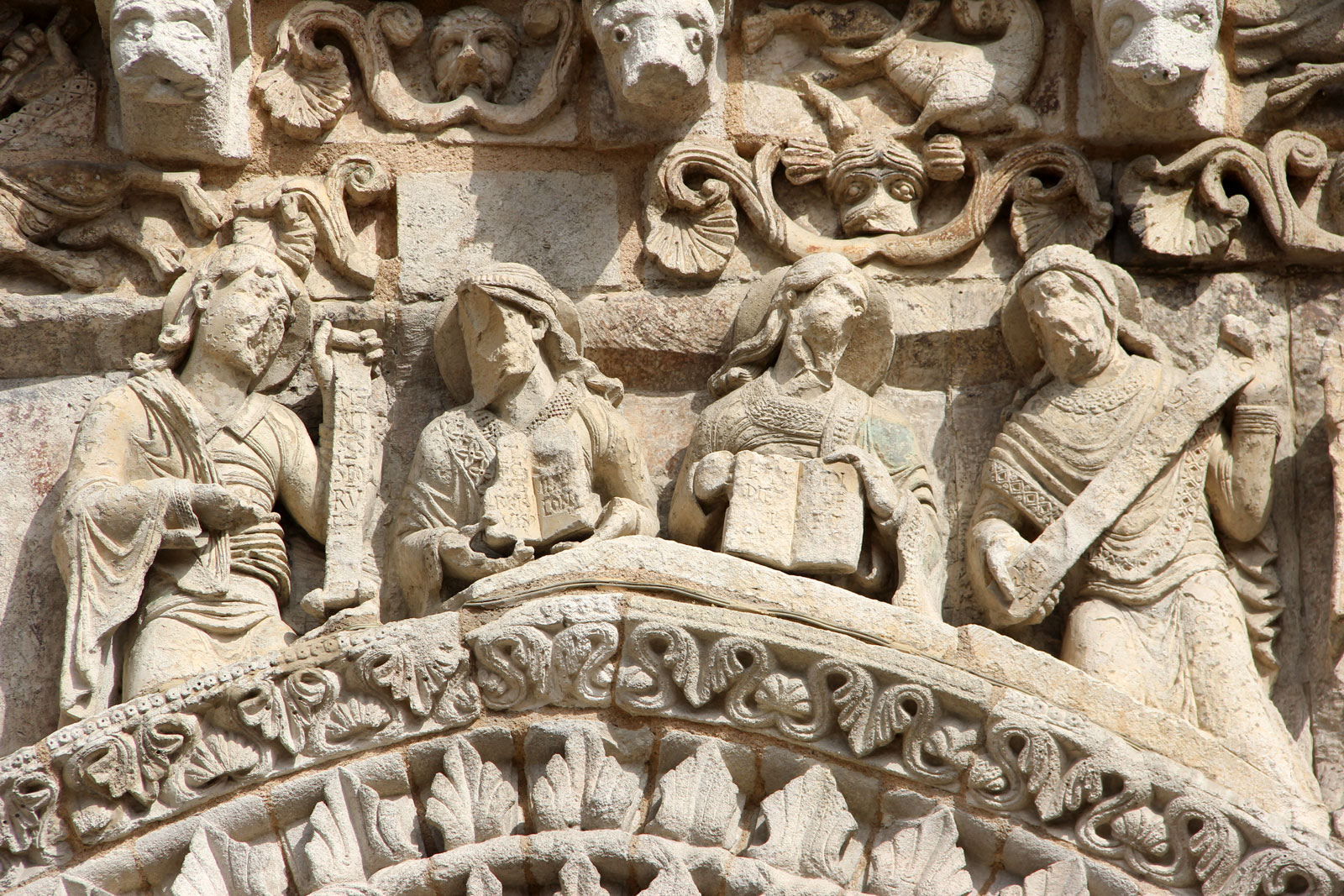
Prophètes Daniel, Jérémie, Isaïe et Moïse.
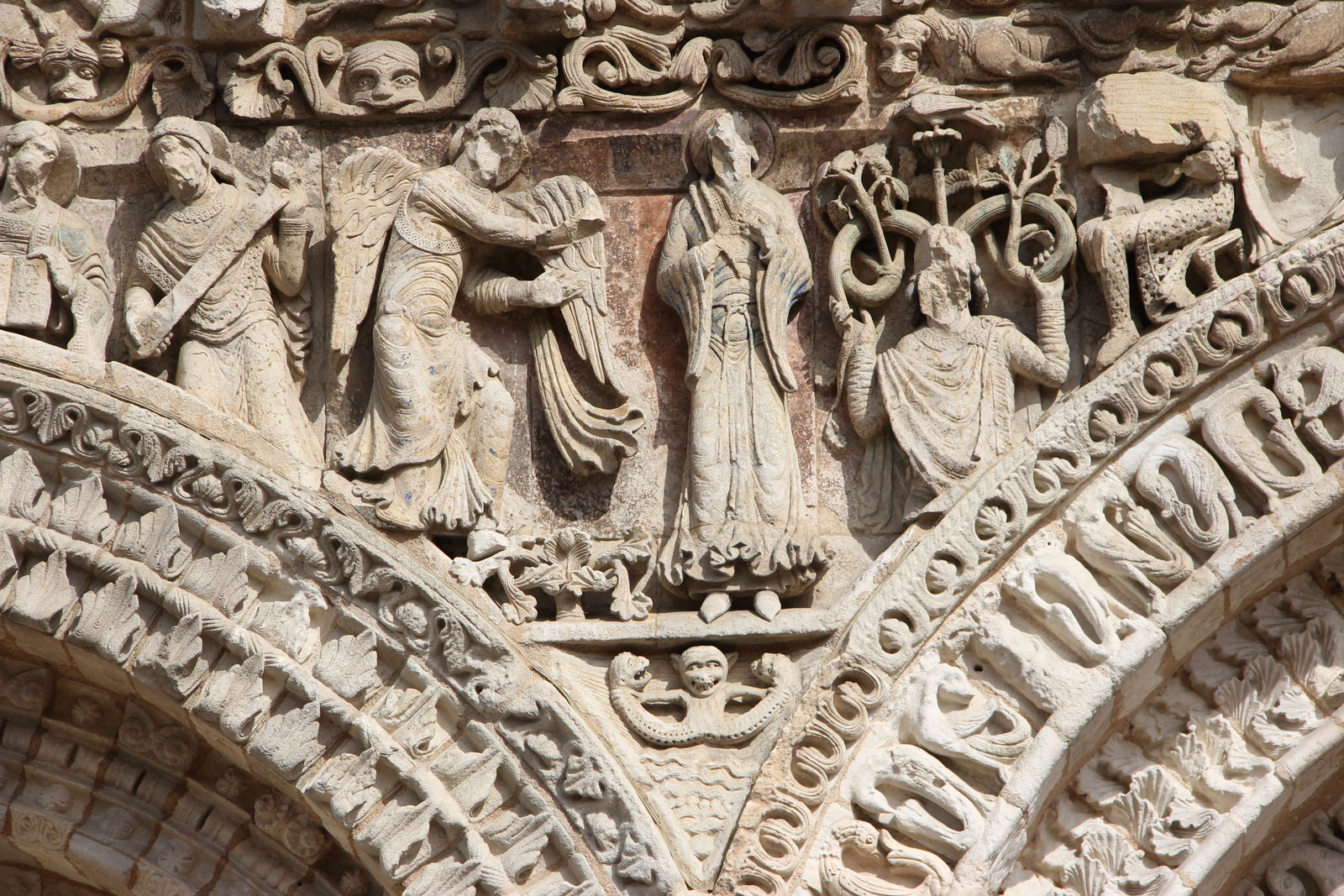
Isaïe, Moïse, Gabriel, Jessé et David à la harpe.
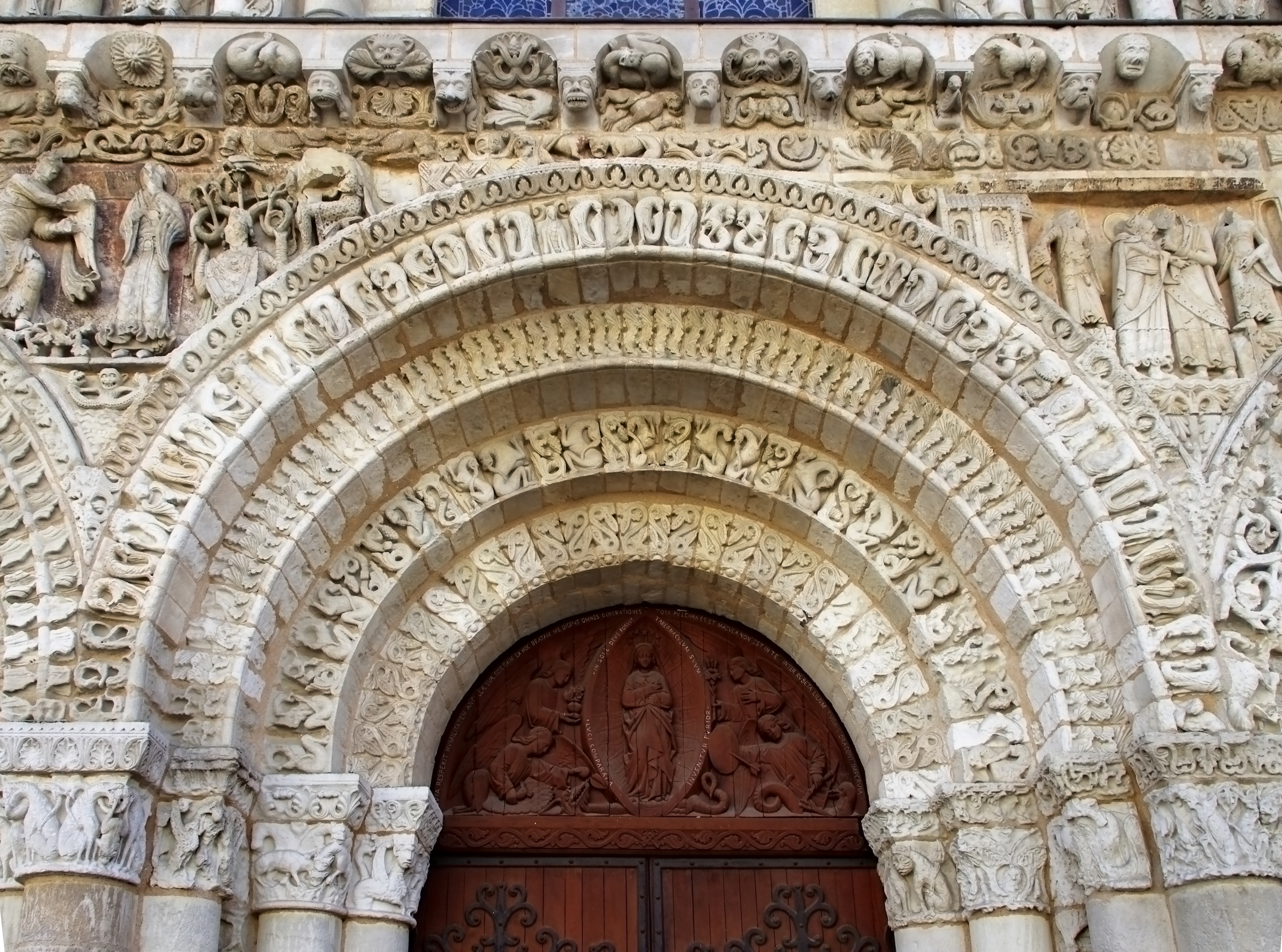
Tympan : vue d'ensemble.
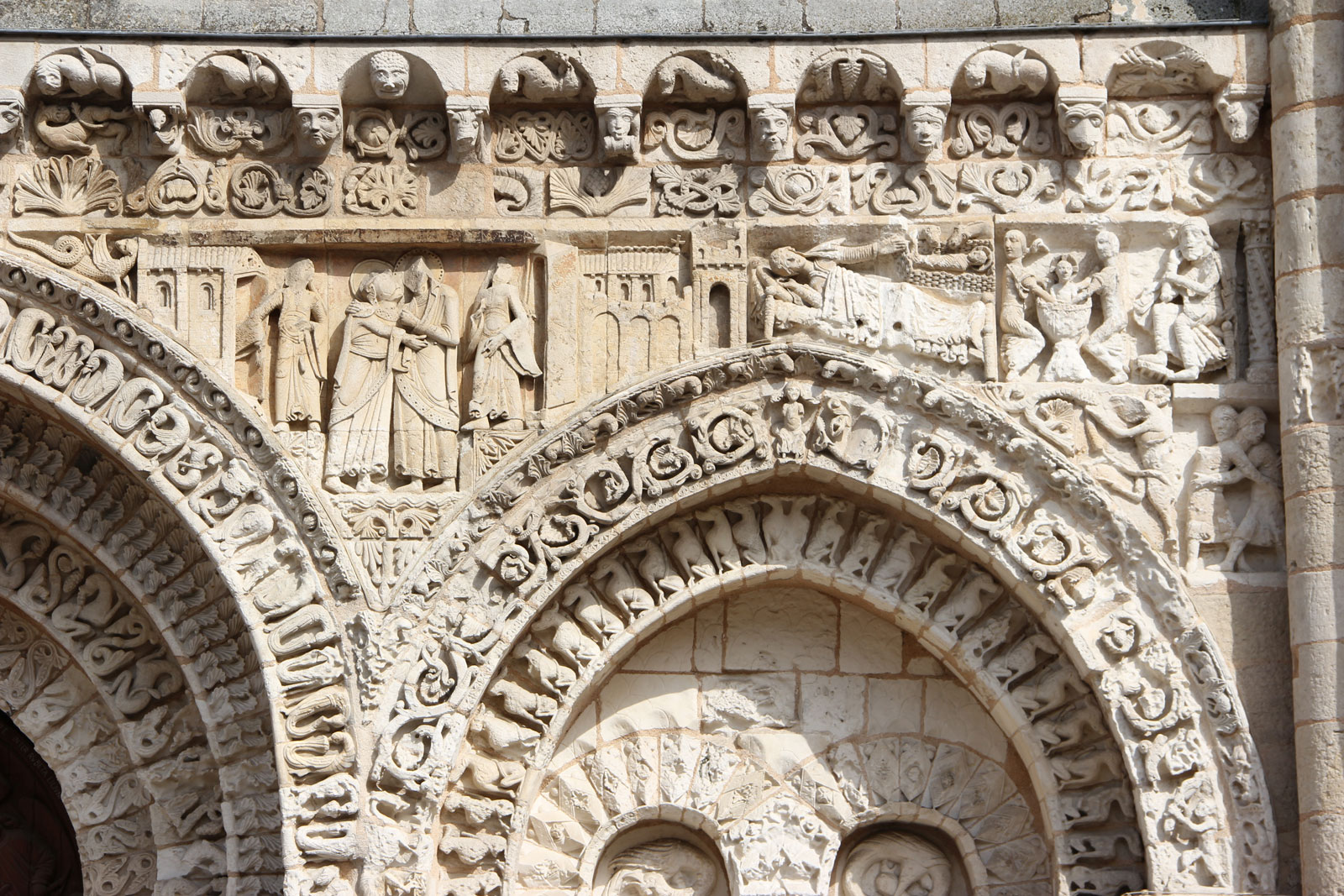
Scènes de la vie de Jésus. Façade ouest.

Juste au-dessus, les arcades abritent les douze apôtres et deux évêques. La tradition locale y voit saint Hilaire et saint Martin. Les historiens de l'art préfèrent y voir non pas des portraits, mais des représentations de l'évêque comme héritier des apôtres, donc représenté au même niveau. Les tenues sont d'ailleurs différenciées : à droite, un évêque rappelle le pouvoir épiscopal des évêques de Poitiers, barons du Poitou. À gauche, l'évêque porte la tenue papale du XIIe siècle : c'est l'évêque de Rome, rappel du pouvoir papal en une période marquée par la réforme grégorienne.
Enfin au sommet est représentée la Parousie : le Christ est représenté debout dans une mandorle, entouré du Tétramorphe et surmonté du Soleil et de la Lune.

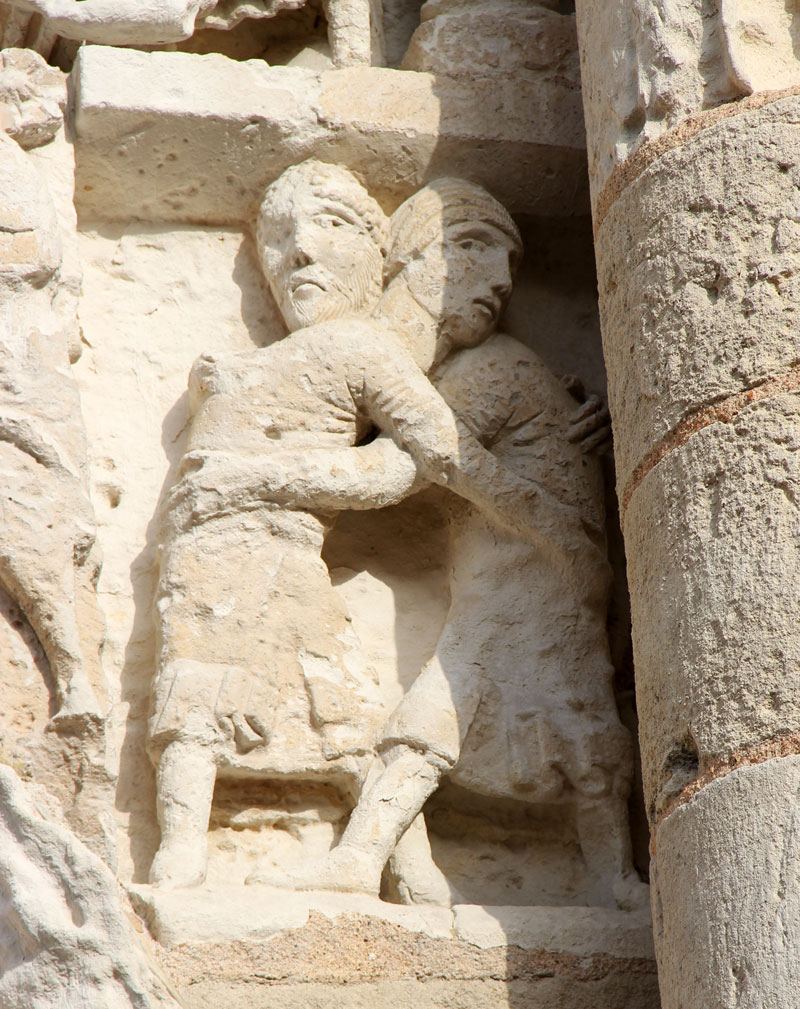
Deux personnages qui s'embrassent ou qui luttent. Façade ouest.
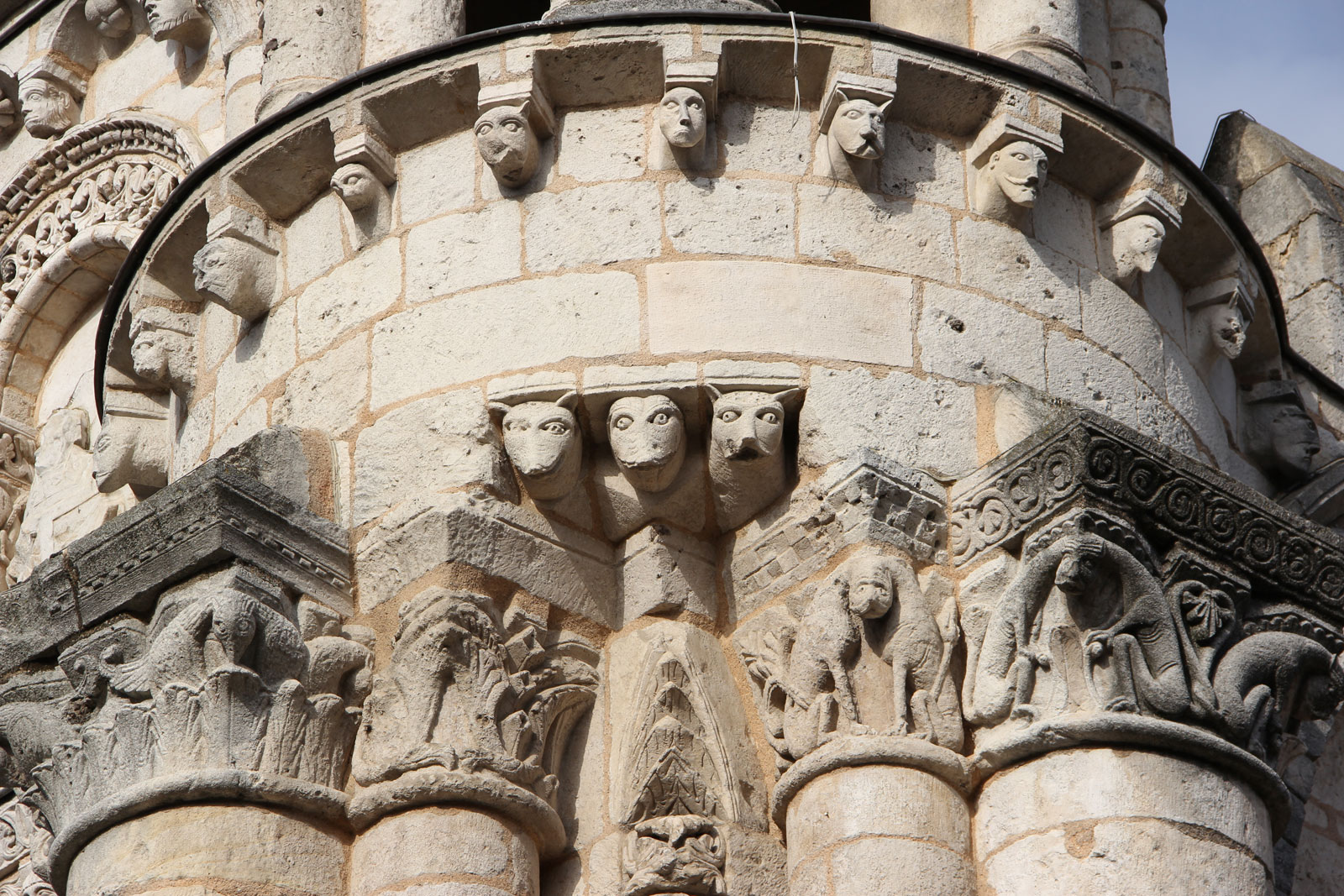
Têtes et figures fabuleuses. Façade ouest.
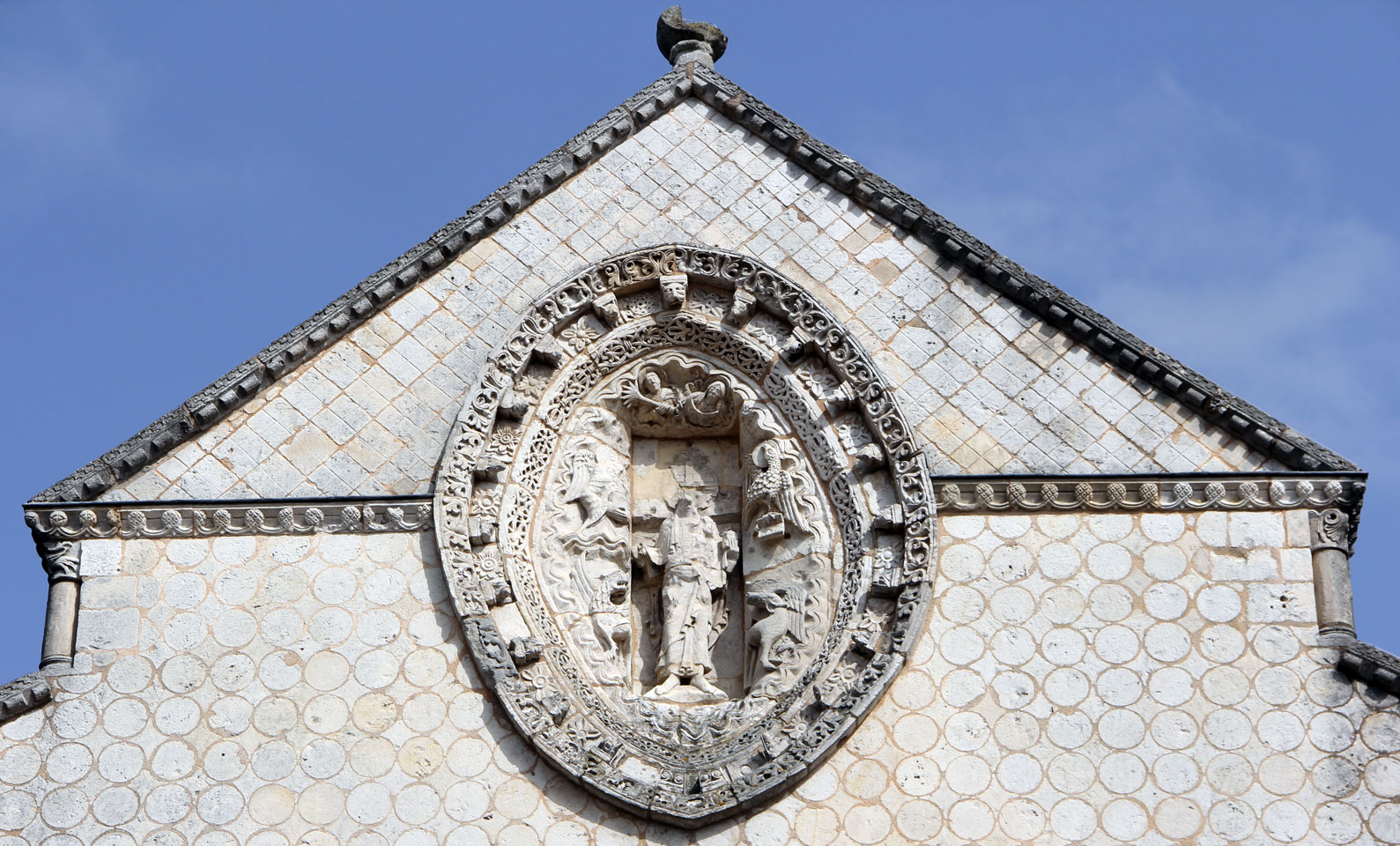
Mandorle avec Christ en gloire. Façade ouest.

On distingue l'œuvre d'au moins deux ateliers de sculpture différents : l'un avec un goût pour le mouvement et les plis, visible dans l'Annonciation par exemple, et l'autre avec un travail plus statique, en aplats (cf la Visitation). Les sculptures avaient été réalisées avant le montage de la façade, ainsi que l'indiquent certains rinceaux qui ne se suivent pas ou certaines sculptures qui ne sont visiblement pas à l'emplacement initialement prévu.

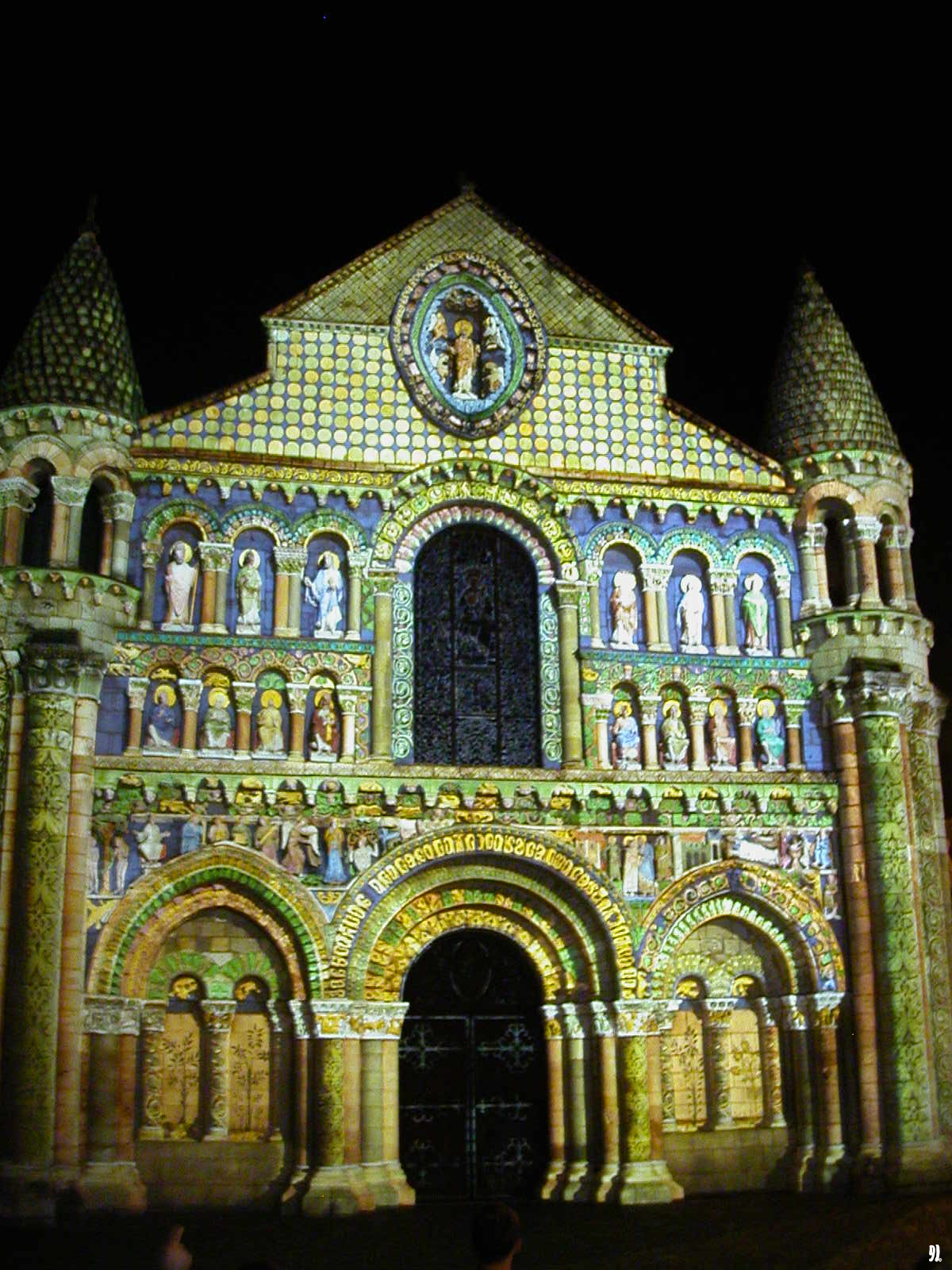
« Polychromies » : évocation des couleurs par projections.

Des traces de polychromie et d'inscriptions peintes ont été repérées sur la frise et les personnages. Elles sont surtout visibles pour le spectateur autour de la scène de l'Annonciation. Difficilement datables, elles ne sont peut-être pas de la période romane, mais de la fin du Moyen Âge (d'importants travaux ont été effectués au XVe siècle).
En 1562, lors du sac de Poitiers, les huguenots ont cassé les têtes des figures qu'ils jugeaient idolâtres. Au XVIIe siècle, la présence de marchands sauniers qui avaient placé leurs échoppes contre la façade va provoquer une détérioration de la pierre calcaire par le sel.
En 1992, on a commencé une grande campagne de restauration de l'église. Les pierres furent dessalées en laboratoire et réinstallées. L'inauguration de la façade restaurée eut lieu en 1995. C'est à cette occasion que les artistes de Skertzò ont créé le spectacle des Polychromies de Notre-Dame-la-Grande.

## La légende du miracle des Clefs

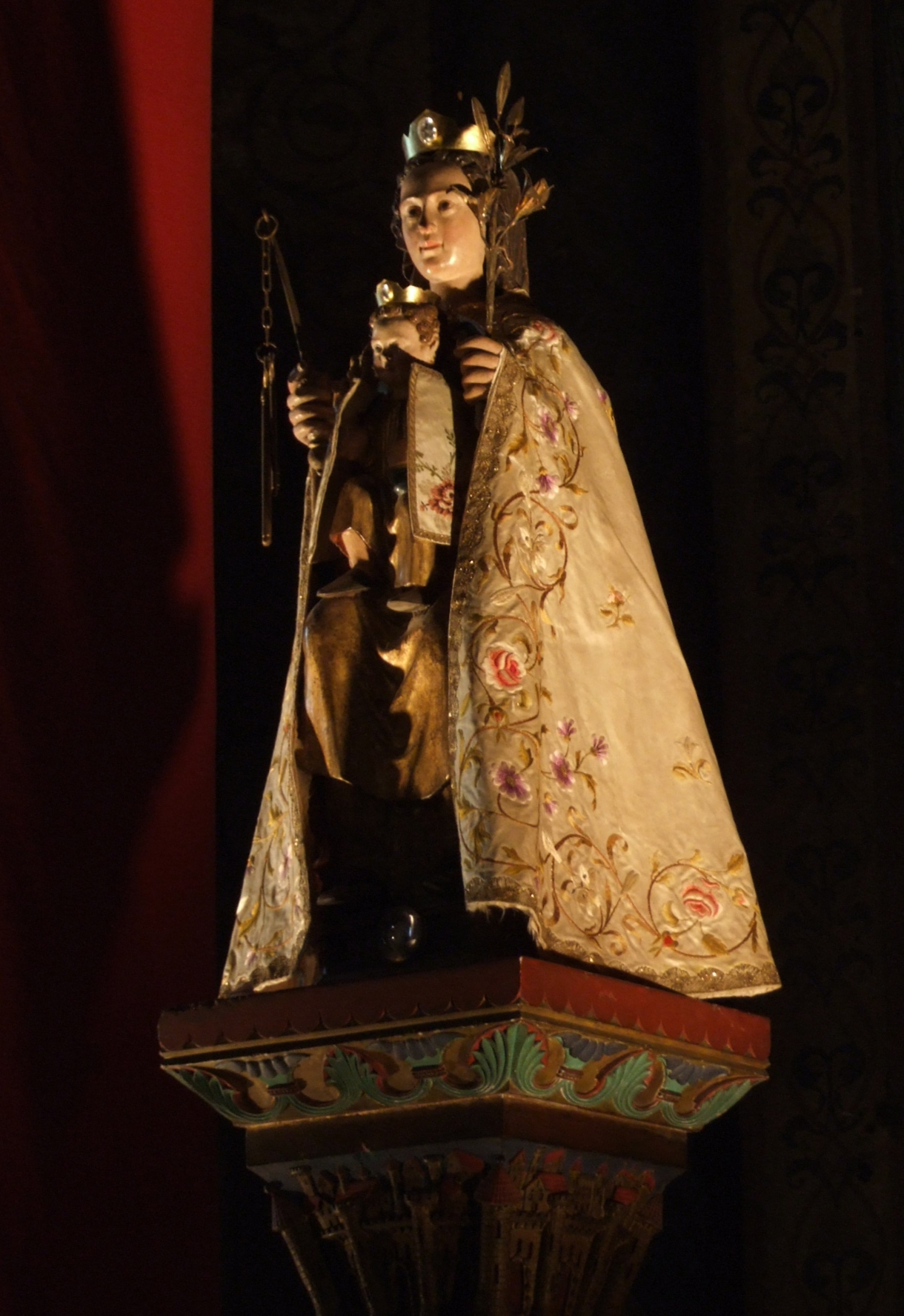
Statue de Notre-Dame tenant les clefs de la ville

En l'an 1202, les Anglais assiégeaient la ville de Poitiers. Le clerc du maire leur promet de leur livrer la ville en leur fournissant les clés de la ville en échange d'une grande somme d'argent, et ce, le jour de Pâques.
Dans la nuit, le clerc rentre dans la chambre du maire pour lui voler les clés mais, au moment de les saisir, elles avaient disparu.
À son réveil, le maire se rend également compte de la disparition et, effrayé, sait qu'il y a eu trahison.
Il prévient donc son armée et se rend à Notre-Dame-la-Grande pour prier. Il y découvre la statue de la Vierge Marie, les clés en main. Pendant la nuit, sous les remparts, effrayés par les apparitions de la Vierge, de saint Hilaire et de sainte Radegonde, les Anglais se sont entre-tués et se sont enfuis.
Cette légende est représentée dans l'église sur un vitrail du XIXe siècle et sur un tableau du XVIIe siècle. L'Église St-Hilaire-le-Grand de Poitiers conserve trois statues en pierre (la Vierge à l'Enfant, saint Hilaire et sainte Radegonde) qui ornaient autrefois la porte de la Tranchée, lieu du miracle.
Elle est invraisemblable du point de vue historique, puisqu'en 1202, le Poitou faisait partie du duché anglais d'Aquitaine, sous les règnes d'Henri II et d'Aliénor d'Aquitaine.
Le récit le plus ancien remonte à Jean Bouchet, dans ses Annales d'Aquitaine.
La légende est devenue très populaire surtout après le siège de l'amiral Gaspard II de Coligny à Poitiers en 1569.
Les Poitevins ont célébré, jusqu'en 1887, cette protection divine par une procession solennelle dans toute la ville et une statue a été érigée au milieu du chœur au XVIIe siècle.

## Iconographie

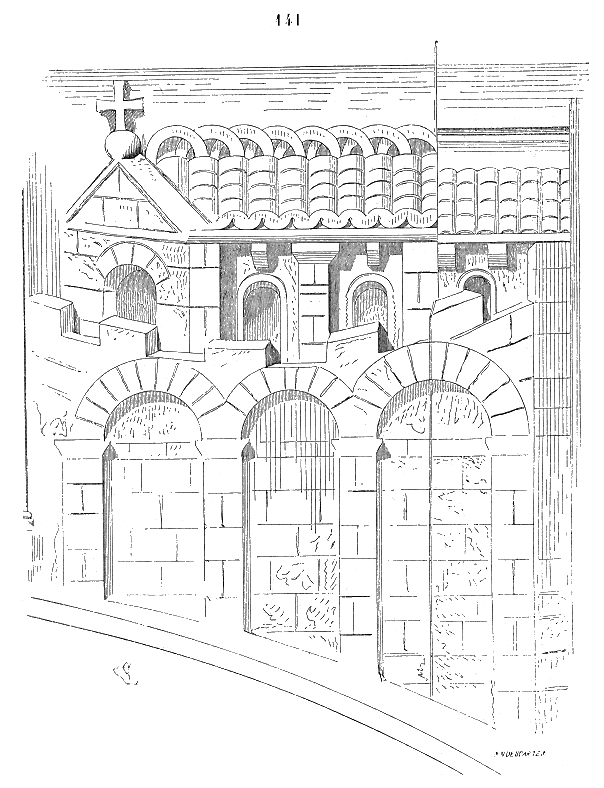
Détail de la frise de façade, gravure de Viollet-le-Duc, Dictionnaire raisonné de l’architecture française du XIe siècle au XVIe siècle - Tome 4, Construction, Militaires

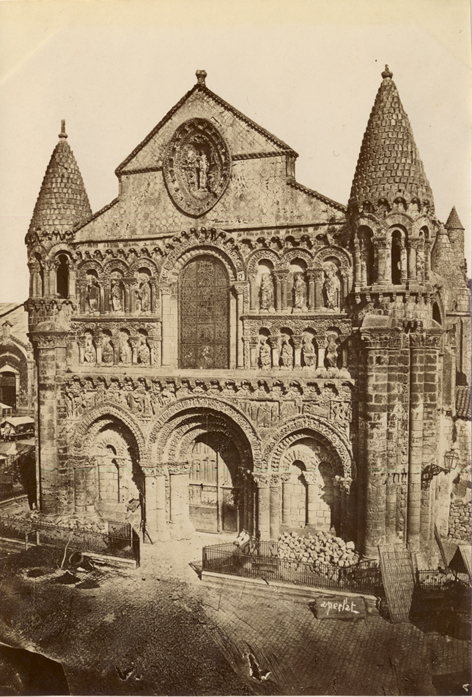
Photographie d'Alfred Perlat, vers 1870, tirage sur papier albuminé

L'église est mentionnée sur les plans et vue de villes depuis la Renaissance, mais son clocher devient clairement reconnaissable dans la grande vue du Siège de Poitiers en 1569 peinte par François Nautré, conservée au musée Sainte-Croix de la ville.
La plus ancienne représentation de la façade de Notre-Dame-la-Grande est celle de la collection de François Roger de Gaignières réalisée en 1699 (Bibliothèque nationale de France). On y voit la statue de cavalier sur le porche sud, et les échoppes de marchands qui sont accolées aux murs de l'édifice. À partir du début du XIXe siècle, la façade a fait l'objet d'un grand nombre de gravures, parfois archéologiques, d'autrefois plus pittoresques. Elle apparaît dans les ouvrages d'Eugène Viollet-le-Duc.
Des peintres, essentiellement régionaux, en ont fait régulièrement leur sujet aux XIXe et XXe siècles. Certains l'ont idéalisé dans une vision romantique, tel le britannique George Jones en 1820 (coll. privée), alors qu'à la fin du siècle d'autres ont eu une vision plus rigoureuse et photographique tels qu'Arthur Gué (Portrait du Père de la Croix ou place du marché Notre-Dame sous la pluie, 1906, Musée Sainte-Croix) ou Henri Pailler (Notre-Dame-la-Grande, 1925, Musée Sainte-Croix).
La première photo connue de l'édifice a été réalisée en 1851 par Gustave Le Gray lors de la Mission Héliographique. Elle a ensuite été régulièrement photographiée, par Alfred Perlat, puis Jules Robuchon (Paysages et Monuments du Poitou, 1880), avant de devenir un sujet classique de cartes postales.

## Postérité
Si le modèle de Notre-Dame-la-Grande eut des répercussions certaines dans bon nombre de constructions contemporaines (telle l'abbaye Saint-Jean de Montierneuf à Poitiers), la redécouverte du Moyen Âge durant le XIXe siècle permit une nouvelle diffusion de formes et de nombreuses réinterprétations selon les tendances historicistes de l'époque.
Dès 1858, Henri-Alexandre Godineau de la Bretonnerie s'en inspire pour la façade de l'église Saint-Jacques de Châtellerault.
L'architecte Paul Abadie en reprend le principe pour restaurer la cathédrale d'Angoulême en y ajoutant des tours de façade, et il la cite directement dans sa réfection de la façade de Sainte-Croix de Bordeaux en 1862. D'ailleurs les toitures en écaille seront souvent reprises dans ses travaux jusqu'au Sacré-Cœur de Montmartre.
D'autres édifices en France sont la chapelle Sainte-Barbe-des-Mines (1860) à Chalonnes-sur-Loire, la chapelle du cimetière de l'est à Angers (par Ernest François Dainville bâtie entre 1868 et 1870) ou encore l'église Notre-Dame-de-Bonabry à Fougères construite par Henri Mellet en 1891. Ce dernier architecte reprit d'ailleurs régulièrement les tourelles de façade et même la silhouette et les écailles du clocher, par exemple dans l'église Saint-Étienne au Val-d'Izé (1889-1896).

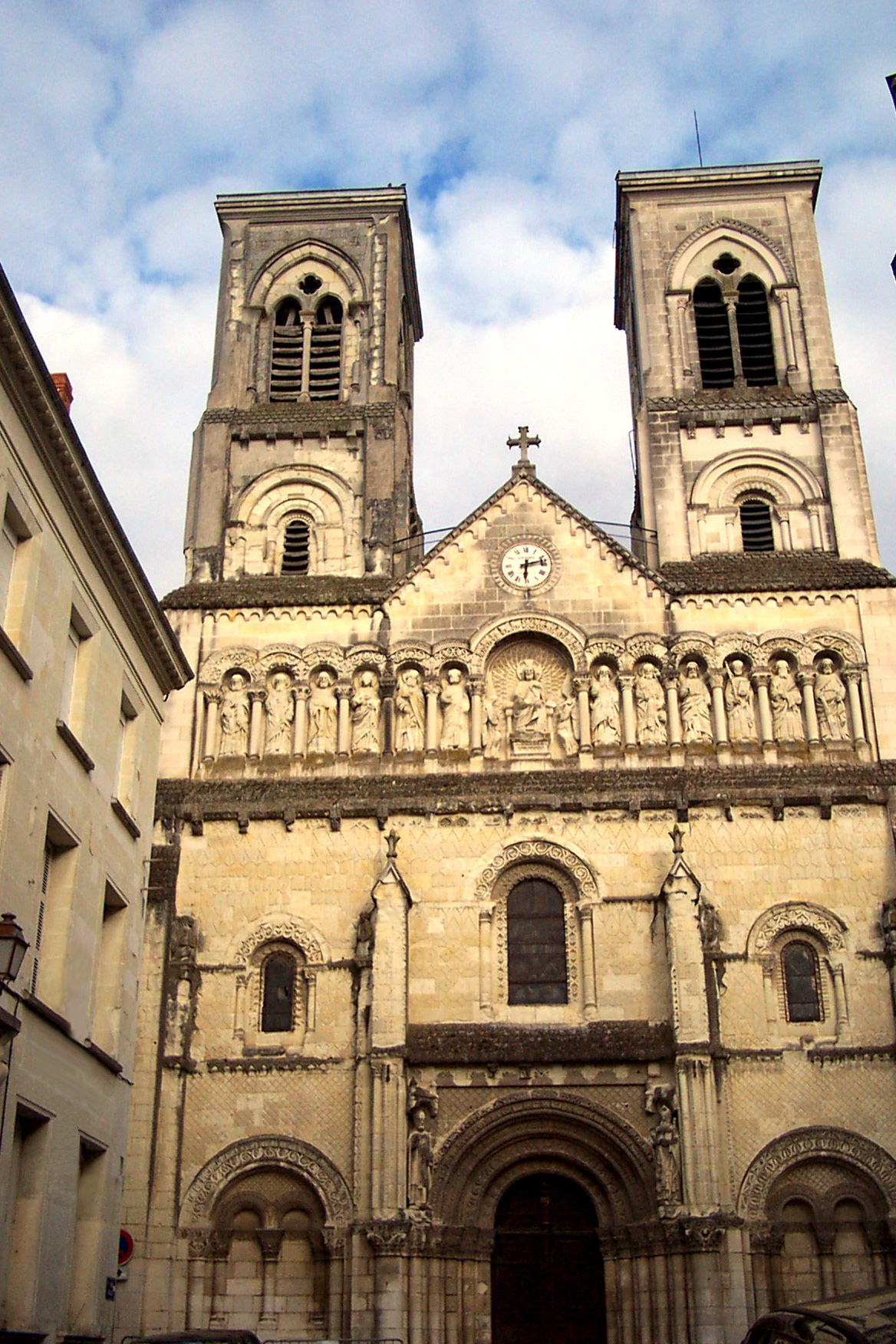
Église Saint-Jacques de Châtellerault
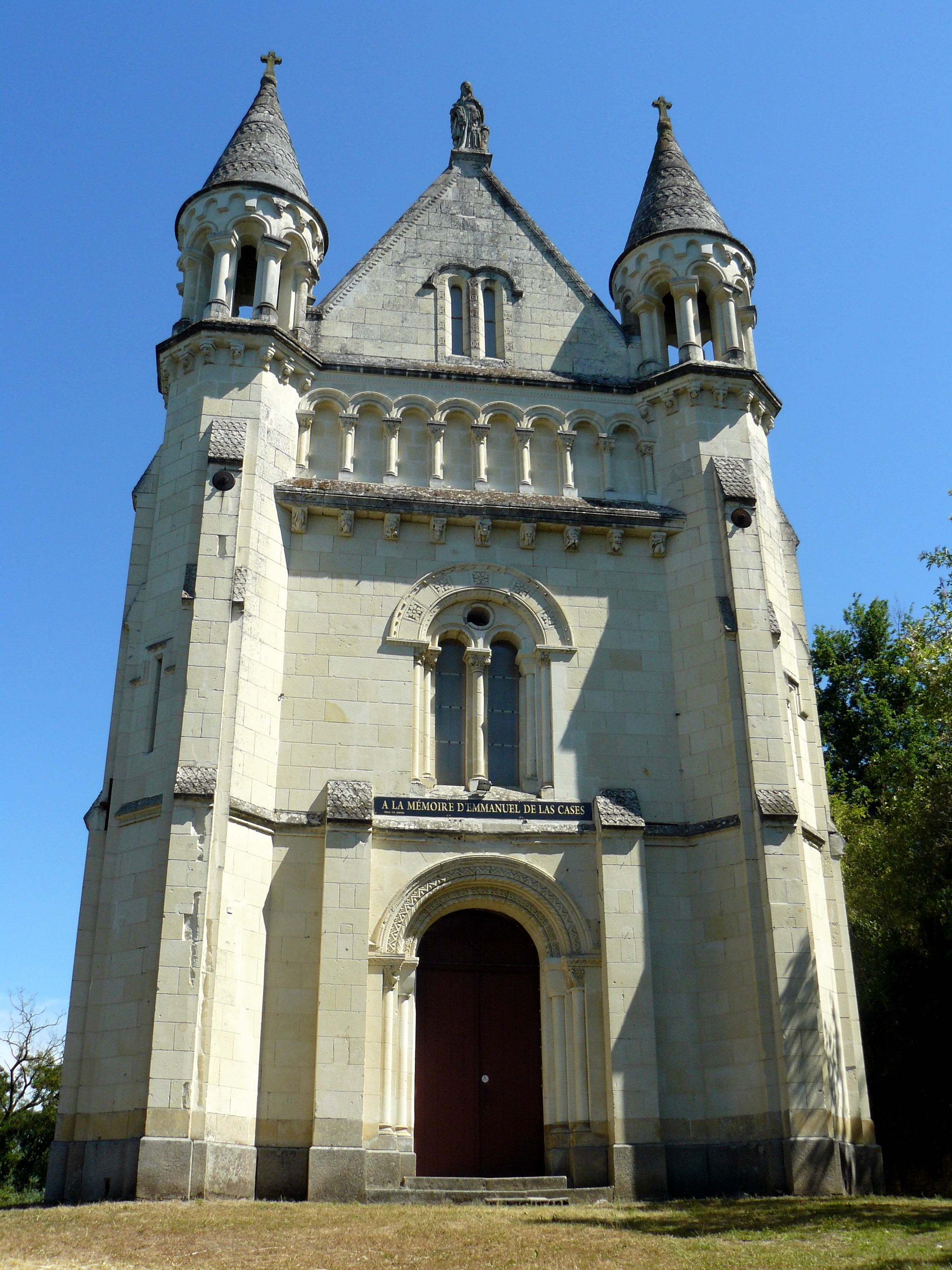
Sainte-Barbe des Mines, à Chalonnes-sur-Loire
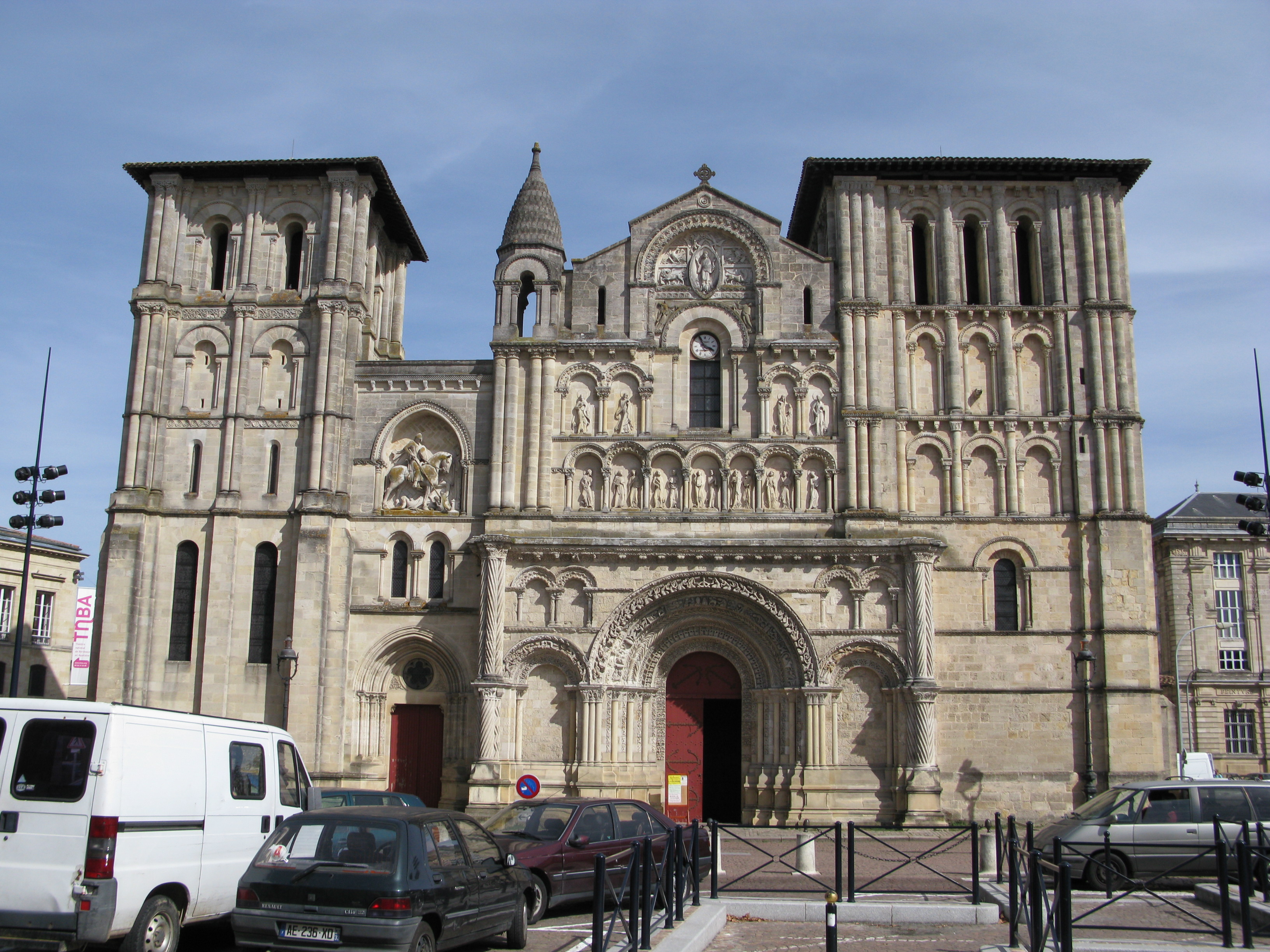
Sainte-Croix de Bordeaux
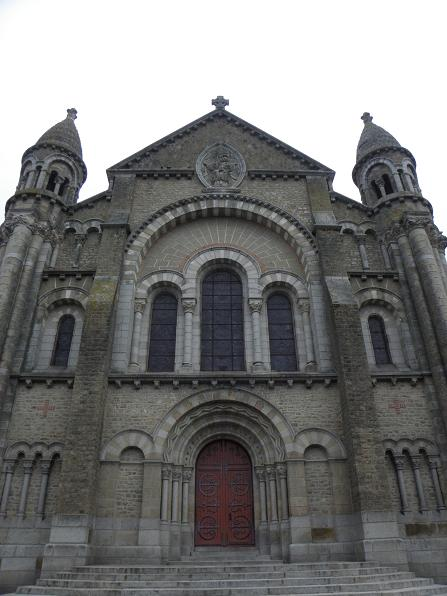
Notre-Dame de Bonabry, à Fougères
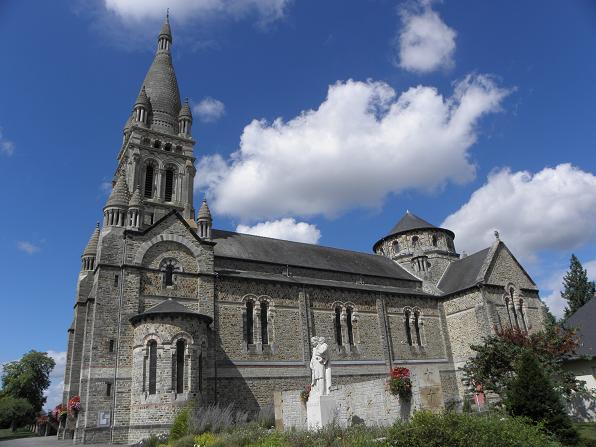
Saint-Étienne du Val d'Izé

Aux États-Unis, l'architecte Henry Hobson Richardson fit de nombreux dessins pour la Trinity Church (1876) de Boston en mêlant la façade de Notre-Dame-la-Grande, les portails de Saint-Gilles-du-Gard et la flèche de la cathédrale de Salamanque. Ce projet fut abandonné, mais les dessins sont conservés à la bibliothèque Houghton de l'Université de Harvard.